# Dunafalva
Dunafalva é um município da Hungria, situado no condado de Bács-Kiskun. Tem 57,89 km² de área e sua população em 2015 foi estimada em 919 habitantes.